# María Garralón
María Ángeles Garralón Pérez de Mendiguren (Madrid, 24 d'agost del 1953) és una actriu espanyola.

## Treballs
Cinema
- Los pajaritos (1974, curtmetratge)
- Don Juan (1974, curtmetratge)
- Manchas de sangre en un coche nuevo (1975)
- Soldadito español (1988)
- Stacatto (1996)
- No te fallaré (2001)
- Perro (2003)
- El chocolate del loro (2004)
- Náufragos (2005, curtmetratge)
- Mejor solo(2007, curtmetratge)
- Abrázame (2011)
- La voz dormida (2011)
- La venta del paraíso (2012)
- Esto no es una cita (2013)
- Los años dirán (2013, curtmetratge)

Televisió
- Este señor de negro (1975-1976)
- Estudio 1 (1979)
- Verano azul (1981-1982)
- La comedia (1983)
- Escrito para TV (1984)
- La comedia musical española (1985)
- Página de sucesos (1985)
- Turno de oficio (1986)
- Farmacia de guardia (1991-1995)
- Crónicas urbanas (1992)
- Encantada de la vida (1994)
- Una primavera fuera de serie (1996)
- Menudo es mi padre (1996-1998)
- Compañeros (1998-2002)
- El comisario (2006)
- Aquí no hay quien viva (2006)
- Hermanos y detectives (2007)
- Dos de mayo - La libertad de una nación (2008)
- La última guardia (2010)
- Raphael: una historia de superación personal (2010)
- Arrayán (2011-2012)
- Ciega a citas (2014)
- El incidente (2015)

Teatre
- Enseñar a un sinvergüenza (1975)
- Feliz cumpleaños (1982)
- No hay burlas con Calderón (1985)
- Los ladrones somos gente honrada (1985)
- El señor de las patrañas (1990)
- Esto es amor y lo demás... (1992)
- Una cartera de ida y vuelta (1996)
- La bella dorotea (2005-2006)
- La venganza de la Petra (2006)
- La familia del chivo Froilán (2008-2009)
- Trampa mortal (2010-2011)
- Las de Caín (2011)
- Las chicas del calendario (2013)
- Tribulaciones de un gigoló (2013)
- El hotelito (2013)